# Die 13½ Leben des Käpt’n Blaubär (Musical)
Die 13 ½ Leben des Käpt’n Blaubär ist ein von Martin Lingnau und Heiko Wohlgemuth nach dem gleichnamigen Buch von Walter Moers entwickeltes Musical für Kinder und Erwachsene.
Die Uraufführung 2006 wurde von Jürgen (Zapo) Schwalbe & Heiko Wohlgemuth inszeniert. Die Choreographie stammt von Andrea Heil und Thorsten Krafft. Puppenbauer ist Carsten Sommer, Kostümbildnerin Martina Feldmann, das Bühnenbild wurde von Sam Madwar entwickelt.

## Handlung
Käpt’n Blaubär wird als Baby von Zwergpiraten gerettet. Nachdem er für das Schiff der Piraten zu groß geworden ist, setzen sie ihn auf einem Floß aus. Nun landet er auf der Klabauterinsel, von der er aufs  Meer flieht. Dort macht er die Bekanntschaft der sog. Tratschwellen, die ihm das Sprechen beibringen und ihm von Atlantis erzählen. Dann landet Blaubär auf der Feinschmeckerinsel. Später rettet ihn Mac, ein Rettungssaurier, der ihn als Navigator mit auf seine Flüge nimmt. Bevor sich Mac aus Altersgründen zur Ruhe setzt, vermittelt er den noch unwissenden Blaubär in eine Schule. Nach dem Abschluss der Schule beginnen seine abenteuerlichen Irrfahrten mit dem Ziel Atlantis. Irgendwann begegnet er einem alten Schulfreund, der Torwächter der Stadt ist. In Atlantis erkennt man Käpt’n Blaubärs Lügen-Talent und Blaubär besiegt als Lügengladiator seinen größten Widersacher in einem Lügenduell. Als es keine Gegner mehr gibt und man kein Geld mehr mit ihm verdienen kann, wird er verbannt. Er kommt auf die Moloch, auf der er als Sklave arbeitet. Erneut gerettet von Mac mit seinen Freunden aus dem Seniorenheim, kann Blaubär am Ende seiner Blaubärin in die Arme sinken.

## Hintergrund
Die Figur des Käpt’n Blaubär erfand Walter Moers 1991 für das öffentlich-rechtliche Fernsehen. Die Rechte verkaufte Moers 1993 an den Ravensburger-Verlag, dieser gab sie an den WDR weiter.
Mit der Verlegung der Figur in einen Roman unternahm Moers den Versuch, den Käpt’n „wieder etwas mehr auf Erwachsenenkurs zu bringen“. Nach fünfjähriger Schaffensphase erschien 1999 Die 13 ½ Leben des Käpt’n Blaubär. 750.000-mal verkaufte sich der Roman und 30 Wochen stand er auf den Bestsellerlisten.
Der Zeichentrickfilm lockte 1,3 Millionen Besucher in die Kinos. Weitere Romane, die auf dem fiktiven Kontinent Zamonien spielen, sind Ensel und Krete, Rumo & Die Wunder im Dunkeln sowie Die Stadt der Träumenden Bücher, Das Labyrinth der Träumenden Bücher und Der Schrecksenmeister.
Lange Zeit konnte niemand Walter Moers davon überzeugen, die Rechte an seinem Käpt’n Blaubär für eine Musicalproduktion freizugeben. Martin Lingnau und Heiko Wohlgemuth fanden mit ihrem Konzept, das sich eng an der Romanvorlage orientiert, sein Vertrauen.
Das Blaubär-Musical wurde 2006–2007 in einem Zelt (bestehend aus einem kleineren „Lounge-Zelt“, das auch für Firmenfeiern buchbar war und dem großen Zelt mit der Bühne, bestehend aus einem virtuellen Hintergrund und der Landkarte Zamoniens) aufgeführt. Das Zelt sollte von Köln nach Frankfurt, von Frankfurt nach Hamburg und nach Berlin und Stuttgart ziehen. Das im Februar 2007 geplante Gastspiel in Frankfurt wurde abgesagt, um das in Köln zu verlängern und dann direkt nach Hamburg weiterzuziehen.
Letztendlich musste aber die Firma FKP Scorpio auch das Gastspiel in Hamburg absagen, da der große Produktionsaufwand ein Ticket-Preisniveau verlangt hätte, das für eine Familienshow nicht zu halten ist.
Für die Zeit von Dezember 2008 bis Januar 2009 lief eine Wiederaufnahme der Tournee durch verschiedene Städte. In Summe waren 16 Aufführungen vorgesehen.
2012 wurde das Stück auf der Felsenbühne Rathen aufgeführt.